# Amy Gillett
Pour les articles homonymes, voir Gillett.
Amy Gillett, née Safe le 9 janvier 1976 à Adelaide (Australie) et décédée le 18 juillet 2005 près de Zeulenroda-Triebes, était une rameuse d'aviron devenue cycliste australienne. Elle a représenté l'Australie dans ces deux sports, avant d'être tuée par un jeune conducteur lors d'un accident de la route alors qu'elle s’entraînait en Allemagne.

## Biographie

### Carrière
Amy Safe est née à Adélaïde et elle étudie à l'Annesley Junior School.  Elle devient double championne du monde d'aviron chez les juniors : elle gagne la médaille d'or du deux sans barreur en 1993 et du skiff en 1994. La même année, elle termine également cinquième du skiff à la Coupe des Nations qui se tient à Paris.
À 20 ans, elle devient membre de l'équipe olympique australienne du huit qui se qualifie pour les Jeux Olympiques d'Atlanta. Au cours de sa carrière d'aviron, elle est entraînée par Simon Gillett qui deviendra son mari en janvier 2004. Après avoir échoué dans les qualifications olympiques pour les JO de Sydney, elle abandonne l'aviron. Néanmoins, l'Australian Institute of Sport lui décèle un potentiel dans les sports d'endurance et décide de lui octroyer une bourse en cyclisme. 

En 2002, elle devient, sur piste championne d'Australie de poursuite individuelle à Victoria. De 2002 à 2005, elle est membre de l'équipe élite de l'Australian Institute of Sport de cyclisme et elle représente l'Australie lors des épreuves de Coupe du monde sur piste en 2002 et 2003. En poursuite, elle prend la deuxième place de la manche de Kunming en 2002, puis la troisième place de la manche de Sydney en 2003. Même si elle n'est pas membre de l'équipe cycliste australienne pour les Jeux olympiques d'Athènes en 2004, ses résultats en 2005 sont en constante amélioration. Elle termine notamment troisième du championnat d'Australie du contre-la-montre. Elle est classée dans le Top 100 du classement féminin de l'UCI sur route au moment de sa mort et les responsables du cyclisme australiens l'avaient identifié comme une médaillée potentielle aux Jeux du Commonwealth de 2006 en contre-la-montre.

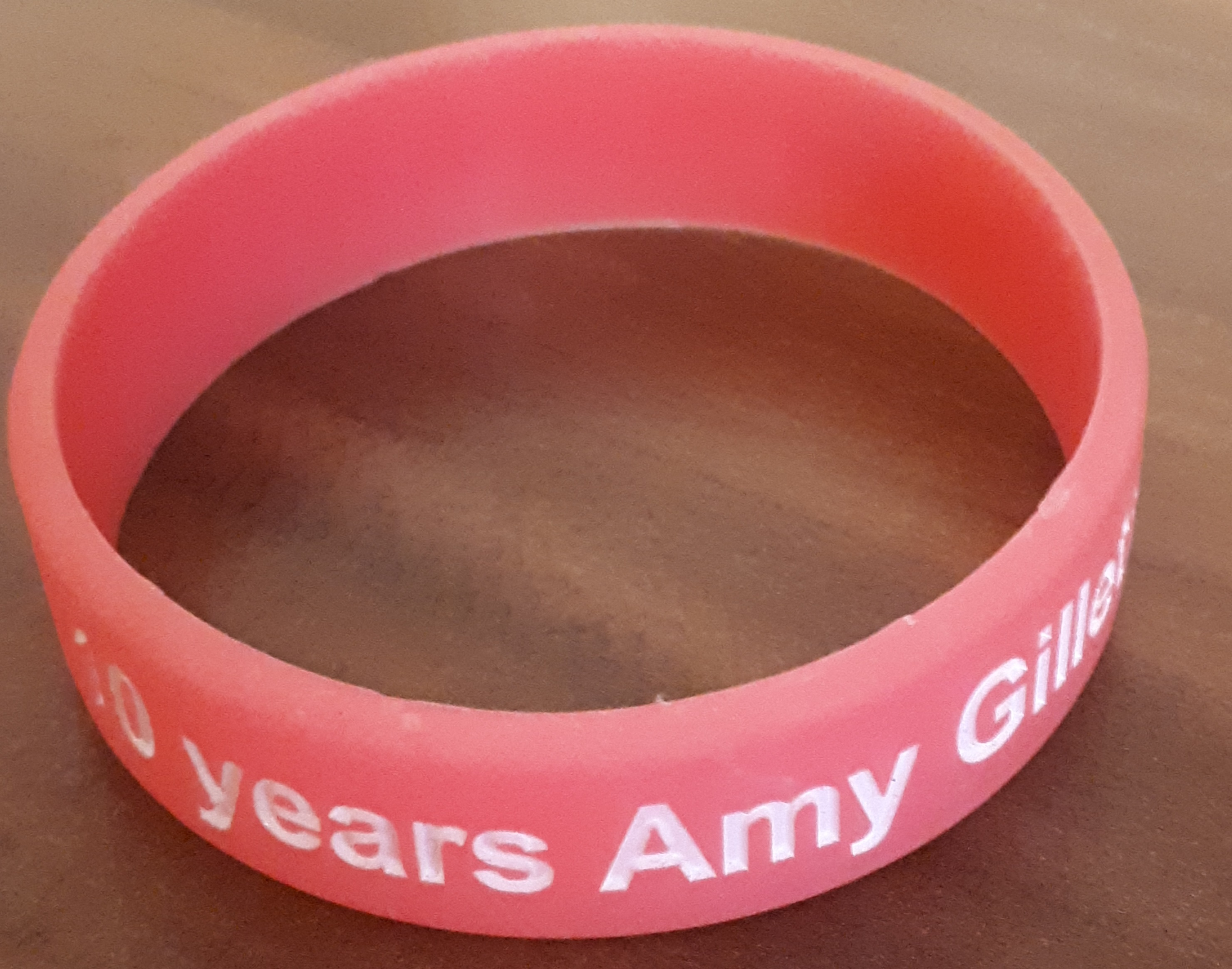
Bracelet commémoratif des 10 ans de la mort d'Amy Gillet, vendu lors du Tour de Thuringe féminin 2015.

### Décès
Amy Gillett décède à la suite d'un accident près de Zeulenroda-Triebes, en Allemagne le 18 juillet 2005. Elle est victime d'un accident de la route causé par un jeune chauffeur allemand qui, en perdant le contrôle de sa voiture, fauche six membres de l'équipe d'Australie à l'entraînement. L'équipe se préparait pour le Tour de Thuringe, une course par étapes d'une semaine,. Les cinq coéquipières d'Amy Gillett sont blessées, la plupart très gravement. Katie Brown, Lorian Graham, Kate Nichols, Alexis Rhodes et Louise Yaxley sont emmenées immédiatement à l'hôpital, Rhodes et Yaxley souffrant de traumatismes majeurs et Graham et Brown de fractures, et Nichols ayant les tendons déchirés. 
Gillett avait entrepris un doctorat à l'Université d'Australie du Sud à l'époque de sa mort. Le jeune conducteur a été condamné à une amende de 1 440 € et interdit de conduire pendant huit mois.

### Fondation

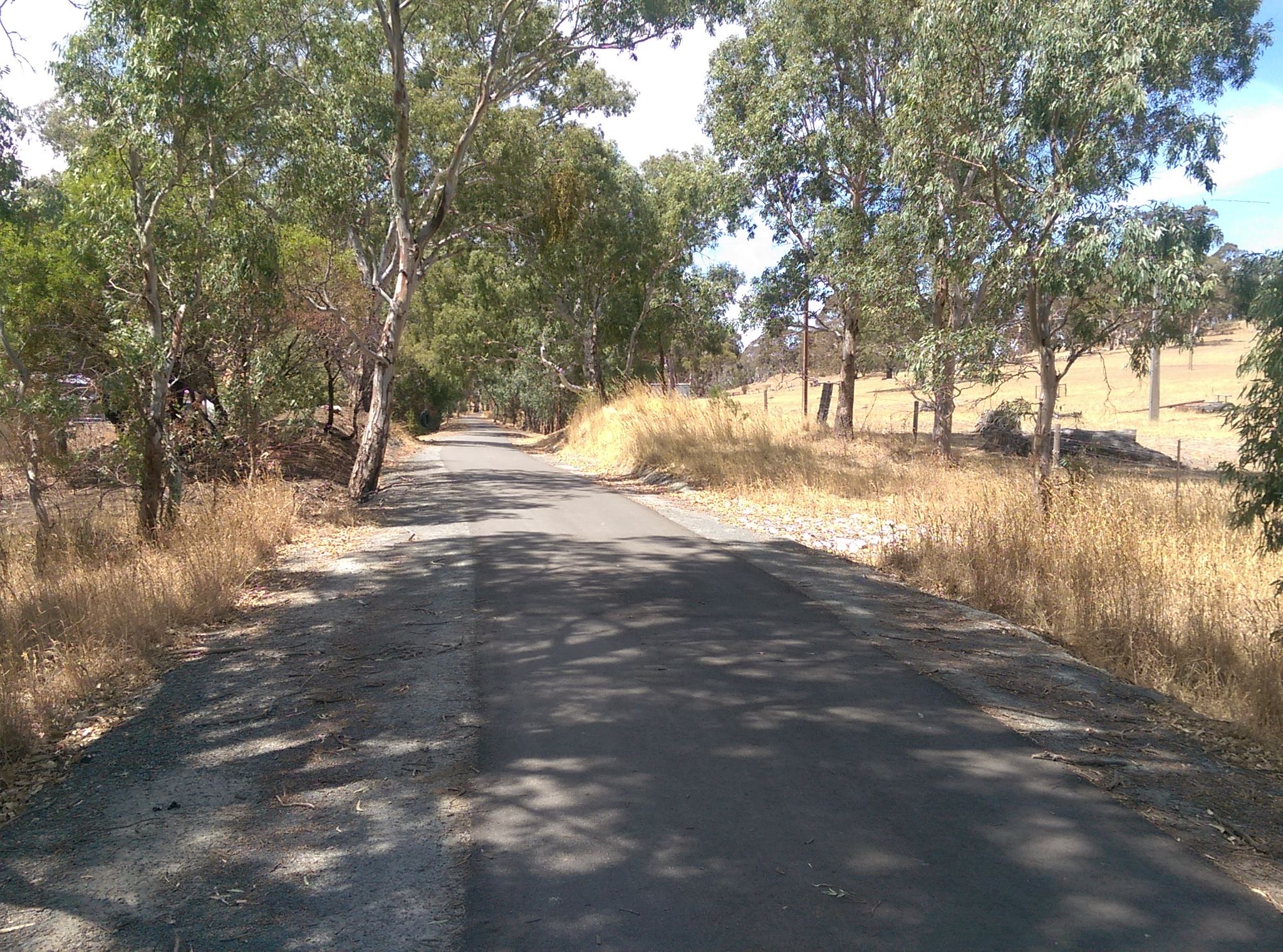
Piste cyclable "Amy Gillett".

À la suite de l'accident ayant entraîné la mort d'Amy Gillett, Simon Gillett et la Fédération australienne de cyclisme créent la Fondation Amy Gillett. Les objectifs de la fondation étaient les suivants :
- fournir un soutien financier pour la réhabilitation des cinq membres blessés de l'équipe d'Amy
- financer et administrer un programme de bourses d'études pour les jeunes cyclistes féminines
- soutenir et promouvoir des projets visant à la sensibilisation à la sécurité routière chez les cyclistes et les automobilistes[8]

Au premier anniversaire de la mort d'Amy, la Fondation lance une publicité à la télévision pour améliorer la compréhension entre les cyclistes et les automobilistes sur les routes australiennes.